# Dalby tingshus
Dalby tingshus i Dalby invigdes 1783 och ligger bredvid gästgivargården som användes som tingshus före dess. Huset byggdes om 1906 och var tingshus för Torna och Bara domsaga till 1958, då det flyttades till Lund.
Enligt en antikvarisk undersökning gjord av Lunds kommun ritades tingshuset 1782 av Thure G. Wennberg. Arkitekt för ombyggnaden, då en våning tillfördes 1906, var Måns Eriksson.
Tingshuset är uppfört i pampig jugendbarock. Sockeln är avsatt och putsad och den är målad svart. Den nedre våningen har rusticering med väl markerade lister och varierande bandornament. Dennas fasad är i en mörkare putsad ockra, en kulör som återkommer i gesims under taket samt över fönster. Andra våningen har en ljusare ockragul puts.
Huset användes som kommunalhus för Dalby landskommun från 1958 till 1974. År 2023 används undervåningen till förenings- och festlokal medan övervåningens lokaler är uthyrda till olika verksamheter. Även källaren är delvis i bruk.